# Winston Zeddemore
Winston Zeddemore, muitas vezes creditado nas séries animadas apenas como Winston Zeddmore (sem a letra "e" no sobrenome), é um personagem fictício da franquia Ghostbusters, presente nos filmes Ghostbusters e Ghostbusters II (em ambas interpretadas por Ernie Hudson), nas séries animadas The Real Ghostbusters e Extreme Ghostbusters - na segunda apenas no episódio final - na série de história em quadrinhos Ghostbusters: Legion e em vários jogos de videogames da franquia. Winston foi dublado nas versões americana das animações por Arsenio Hall e depois por Buster Jones (que também o dublou em sua aparição na série Extreme Ghostbusters), e nas versões brasileiras - do qual os filmes fazem parte - por Antonio Moreno.

## Personagem
Conhecido como o "faz tudo" dos caça-fantasmas, Winston é o membro assalariado do grupo, aparentemente por ter sido o único que compareceu para preencher a vaga disponível. Quando questionado, na entrevista que fez para ingressar no grupo dos caça-fantasmas feita pela secretária Janine Melnitz, foi lhe perguntando se ele acreditava em acontecimentos sobrenaturais e afins (como em OVNIs, monstro do Lago Ness, teoria da cidade de Atlântida e coisas do tipo). Ele respondeu: "se o pagamento for bom, acredito no que quiser". Quando foi apresentado a Ray Stantz, esse simplesmente respondeu "Ótimo, está contratado!".

### Nos filmes
Winston Zeddemore é um caça-fantasma, porém, diferentemente dos outros membros do grupo, não é um cientista com especialidade em paranormalidade. Ele era formado nos fuzileiros navais da Marinha dos Estados Unidos e foi contratado depois que os casos de atividades paranormais começaram a ser acima do esperado. Apesar de não contar com a mesma experiência e conhecimento do assunto como seus companheiros, ele costuma sempre ser a voz da razão em alguns casos e se mostrou ser o caça-fantasma com maior racionalidade. Por alguns instantes, quando os caça-fantasmas estavam presos e pediam a liberdade para lutar contra um "Deus" invasor de outra dimensão, Winston foi o único que os lembrou que as autoridades não acreditariam na história. Quando Ray faz citações de Deus, Jesus Cristo e da Bíblia, Winston se mostra um homem religioso ao extremo.

### Roteiro original
No roteiro original do filme, Winston deveria ser o mais esperto e mais capaz dos caça-fantasmas. Ele teria vários títulos em Ph.D assim como ainda seria ex-membro da Marinha dos Estados Unidos, fazendo dele o mais preparado para o emprego dos quatro do grupo. Isso foi falado nos comentários do DVD original americano sobre como seria o filme inicialmente. Não é explicado exatamente o porquê da mudança nas características do personagem, mas ficou decidido que ele seria um homem operário, o tipo de "faz tudo" do grupo que seria o contraponto entre um pensamento e forma de agir mais popular e racional contra os pensamentos voltados a paranormalidade dos outros membro do time, principalmente Ray Stantz e Egon Spengler.

## The Real Ghostbusters
Na série animada, Winston menciona que não acreditava em acontecimentos sobrenaturais antes de ingressar nos caça-fantasmas, mostrando que ele apenas procurava por um emprego que lhe pagasse bem. Entretanto, ao ser colocado de frente com tais acontecimentos, sua expressão mais comum é dizer "essas coisas são realmente reais!". Winston usa uniforme branco, em uma tonalidade popularmente conhecida como "branco-gelo", e tem as características físicas mais semelhantes ao ator que o interpretou nos filmes em relação aos outros caça-fantasmas.
Assim como mostrado no episódio "The Moaning Stones" ("As Pedras do Lamento"), ele descobre que é uma reencarnação de um xamã chamado Shima Buku, um demônio imortal conhecido como o que "nunca morre". No episódio "Devil to Pay" ("Demônio a ser Pago"), ele menciona ter uma namorada, porém essa nunca foi vista em nenhuma série. Já no episódio "Ghostbusters in Paris" ("Caça-fantasmas em Paris"), Winston diz que já trabalhou como pedreiro em construções na cidade de Nova York, e seu pai faz uma aparição no episódio "The Brooklyn Triangle", numa série de desaparecimentos sem explicações de pessoas como acontece no Triângulo das Bermudas.
Winston Zeddemore adora baseball e é torcedor do time Jaguars. Em vários episódios é citado o fato de Winston gostar de história de detetives, como de Sherlock Holmes.

### Ecto-1
Winston é o motorista oficial do carro Ecto-1, do qual ele demonstra tremenda paixão. Na série animada, ele está sempre cuidando do carro, desde a parte mecânica até a limpeza. Nos filmes, também é ele quem está a maior parte das vezes ao volante do veículo.

## Extreme Ghostbusters
Nessa série, aparece somente no último episódio da série que está divido em duas partes, assim como Peter e Ray. Depois do fim das atividades dos Caça-fantasmas, ele conseguiu sua licença para pilotar e se tornou o primeiro e único caça-fantasma com autorização oficial para voar.

## Ghostbusters: Legion
Com um personagem muito mais trabalhado e desenvolvido em relação aos filmes, Winston se questiona sobre uma série de perguntas sem respostas, inclusive sobre sua relação passada com os outros três caça-fantasmas.

## Videogames e Outras Participações
Assim como os outros personagens, nos vários jogos lançados sobre a franquia, sempre o personagem é baseado no personagem dos filmes.